# Pleiocarpidia kinabaluensis
Pleiocarpidia kinabaluensis är en måreväxtart som beskrevs av Cornelis Eliza Bertus Bremekamp. Pleiocarpidia kinabaluensis ingår i släktet Pleiocarpidia och familjen måreväxter. Inga underarter finns listade i Catalogue of Life.